# Kapae-a-Lakona
Kapae-a-Lakona (ili Kapea-a-Lakona) bio je poglavica havajskog otoka Oʻahua na drevnim Havajima.
Bio je sin i nasljednik poglavice Lakone (sin poglavice Nawelea). Majka mu je bila Lakonina supruga, kraljica Oʻahua zvana Alaikauakoko, koja je bila kći Pokaija i njegove supruge Hineuki.
Supruga poglavice Kapaea bila je Wehina. Njihov je sin bio Haka od Oʻahua.